# Преференцијалне акције
Преференцијалне акције су посебна врста власничке хартије од вредности, која има карактеристике како сопственог капитала, тако и дуга, стога се сматра хибридним инструментом. Преференцијалне акције су сениорске (имају приоритет у наплати) у односу на обичне акције, али су субординиране (подређене) обвезницама при наплати потраживања.
Преференцијалне акције обично не носе право гласа, али дају право на дивиденду и имају приоритет у односу на обичне акције при исплати дивиденди и при ликвидацији.
Слично као и обвезнице, преференцијалне акције се оцењују од главних компанија за утврђивање рејтинга. Рејтинг преференцијалних акција је углавном нижи, првенствено због тога што преференцијалне акције немају исте гаранције као плаћање камате на обвезнице и субординиране су свим кредиторима.

## Карактеристике
Преференцијалне акције су посебна врста акција које имају особине које немају обичне акције. Наведене особине се обично повезују са преференцијалним акцијама:
- Приоритет у дивидендама
- Приоритет у ликвидацији
- Могу се конвертовати у обичне акције
- Опозива по избору предузећа
- Не дају право гласа

Генерално, преференцијалне акције пружају приоритет у наплати дивиденди. Важно је напоменути да оне не обезбеђују обавезу исплате дивиденди, али предузеће мора прво исплатити дивиденде на преференцијалне акције, пре него што исплати дивиденде на обичне акције.
Преференцијалне акције могу бити како кумулативне, тако и некумулативне. Код кумулативних преференцијалних акција, ако предузеће није у стању да исплати декларисане дивиденде у текућој години, или их уплати испод декларисаног нивоа, оно је дужно да то надокнади у наредним периодима. Дивиденде се акумулирају током дивидендног периода, који може бити квартални, полу-годишњи и годишњи. Код некумулативних преференцијалних акција, дивиденда која није исплаћена се не надокнађује.

## Остале карактеристике или права
- Преференцијалне акције могу, али не морају имати ликвидациону вредност или номиналну вредност. Она представља суму капитала која је предата предузећу у тренутку емитовања.
- Преференцијалне акције имају право на ликвидациону масу предузећа, сразмерно својој ликвидационој, или номиналној вредности, ако другачије није договорено. Право је сениорско у односу на обичне акције.
- Скоро све преференцијалне акције имају утврђену фиксну дивидендну исплату. Дивиденда је обично уговорена као проценат у односу на номиналну вредност или као фиксан износ.
- Неке преференцијалне акције имају специјално право гласа везано за ванредне догађаје (као нпр. емитовање новог кола акција или одобрење за куповину неког предузећа) или при избору управног одбора. Ипак, треба напоменути да већина преференцијалних акција нема то право.

## Употреба преференцијалних акција
Преференцијалне акције представљају атрактивну алтернативу у финансирању предузећа. У највећем броју случајева, предузеће може одложити исплату дивиденди без казни или ризика погоршања кредитног рејтинга. Са традиционалним облицима дуга, исплате су обавезне и неисплаћивање обавеза може одвести предузеће у ликвидацију.
Повремено, предузећа користе преференцијалне акције као заштиту од непријатељског преузимања.
Када предузеће банкротира, може се догодити да буде довољно новца за исплату сениорског дуга, али не и за исплату јуниорског дуга. Због тога, када су преференцијалне акције први пут емитоване, регулишући документи могу садржати заштитне одредбе које могу спречити емитовање нових преференцијалних акција сениорског типа. Преференцијалне акције могу имати једнаки третман са другим преференцијалним акцијама или подређени третман са другим емисијама истог предузећа.

## Занимљивости
- Чешка Република - преференцијалне акције не могу чинити више од 50% сопственог капитала
- Француска - по закону из 2004. омогућено је издавање преференцијалних акција
- Јужноафричка Република - преференцијалне дивиденде не подлежу опорезивању
- Бразил - преференцијалне акције могу чинити максимално 50% укупног капитала